# Hydraena cata
Hydraena cata är en skalbaggsart som beskrevs av Armand D'Orchymont 1943. Hydraena cata ingår i släktet Hydraena och familjen vattenbrynsbaggar. Inga underarter finns listade i Catalogue of Life.